# سوپر جام فوتبال جمهوری آذربایجان
 سوپر جام فوتبال جمهوری آذربایجان  (به ترکی آذربایجانی: Azərbaycan Milli Futbol Superkuboku) مسابقهای است که سالانه مابین قهرمان لیگ برتر فوتبال جمهوری آذربایجان و قهرمان جام حذفی فوتبال جمهوری آذربایجان برگزار میشود.
باشگاه فوتبال نفتچی باکو با ۸ قهرمانی پرافتخارترین تیم این سری مسابقات به حساب میآید.

## باشگاهها بر پایه قهرمانی
| باشگاه                   | قهرمانی |
| باشگاه فوتبال نفتچی باکو | ۴       |
| باشگاه فوتبال خزر لنکران | ۲       |
| باشگاه فوتبال قره‌باغ     | ۱       |
| باشگاه فوتبال کپز        | ۱       |